# Parapercis maritzi
Parapercis maritzi és una espècie de peix de la família dels pingüipèdids i de l'ordre dels perciformes.

## Descripció
- Fa 18,5 cm de llargària màxima,[3] és de color rosa amb el ventre clar i presenta 8-9 taques daurades al cos i una taca escarlata darrere de la base de les aletes pectorals.
- Aleta dorsal vermellosa i espinosa.[7]

## Hàbitat i distribució geogràfica
És un peix marí i d'aigua salabrosa, associat als esculls (fins als 400 m de fondària) i de clima subtropical, el qual viu a l'Índic occidental: les àrees sorrenques properes als esculls, badies, llacunes i mar endins de Moçambic i Sud-àfrica (Transkei).

## Observacions
És inofensiu per als humans.